# 네부카와역
네부카와역(일본어: 根府川駅, ねぶかわえき)은 일본 가나가와현 오다와라시에 있는 동일본 여객철도의 철도역이다.

## 역 구조
2면 3선의 승강장을 가지고 있는 지상역으로, 무인역이다.

### 승강장
1번선은 철거되어 없으며, 선로 번호는 2번부터이다.
| 2 | ■ 도카이도 선 | 오다와라 · 오후나 · 요코하마 · 시나가와 · 도쿄 방면 |             |
| 3 | ■ 도카이도 선 | 오다와라 · 오후나 · 요코하마 · 시나가와 · 도쿄 방면 | 대피 열차용 |
| 3 | ■ 도카이도 선 | 아타미 · 미시마 · 누마즈 · 이토 방면                | 대피 열차용 |
| 4 | ■ 도카이도 선 | 아타미 · 미시마 · 누마즈 · 이토 방면                |             |

## 역세권 정보
- 네부카와 온천

## 역사

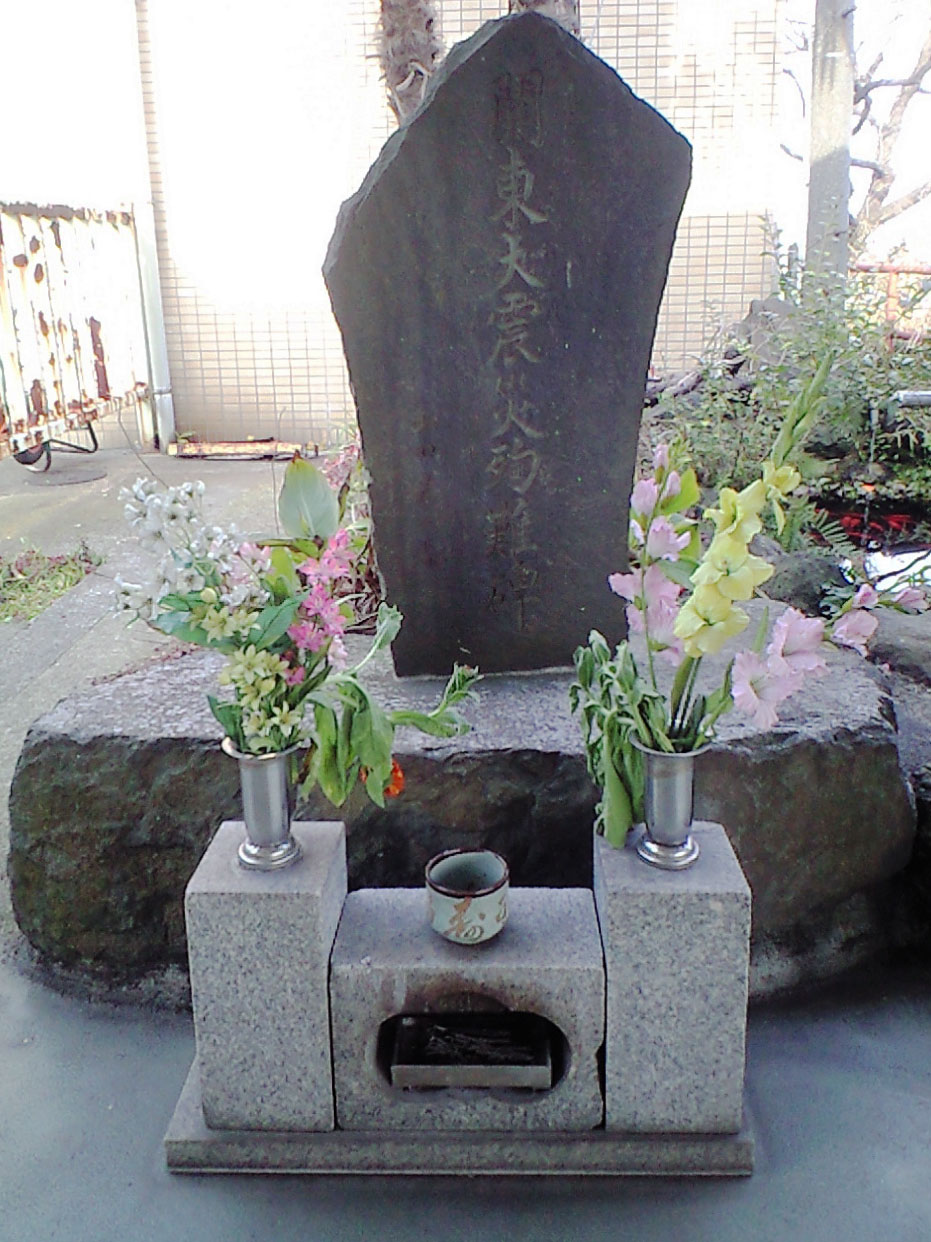
간토 대지진 당시 희생자를 추도하기 위해 세워진 "간토 대지진 순난비"

- 1922년 12월 21일 - 국유철도 아타미 선 고즈역 ~ 마나즈루역 구간의 개통에 따라 개업.
- 1923년 9월 1일 - 간토 대지진으로 산사태가 발생하여, 네부카와 역으로 들어오던 마나즈루 행 열차가 바다로 휩쓸려, 125명의 사상자가 발생했다. 역 주변의 주민도 다수 죽거나 다쳤다.[1] 역사는 이듬해 재건되었고, 침몰한 기관차와 열차는 1932년 9월 회수되었어 그 잔해가 사이타마현의 철도박물관에 전시되어 있다.
- 1987년 4월 1일 - 민영화에 따라 동일본 여객철도의 소속이 되었다.
- 2001년 11월 18일 - 스이카의 사용이 개시되었다.

## 인접역
| 동일본 여객철도 도카이도 본선           | 동일본 여객철도 도카이도 본선 | 동일본 여객철도 도카이도 본선 |
| --------------------------------------- | ----------------------------- | ----------------------------- |
| JT 17 하야카와 구로이소 · 다카사키 방면 | 도카이도 선                   | JT 19 마나즈루 아타미 방면    |

## 같이 보기
- 네부카와역 열차 전락 사고

## 참고 문헌
- 조슈아 해머 (2006년). Yokohama Burning: The Deadly 1923 Earthquake and Fire that Helped Forge the Path to World War II. 10-ISBN 0-7432-6465-7; 13-ISBN 978-0-7432-6465-5(cloth)